# Copa de Rusia 2021-22
La Copa de Rusia 2021-22 fue la 30.ª edición del torneo de fútbol por eliminatorias de Rusia desde la disolución de la Unión Soviética. La competición comenzó el 14 de julio de 2021 y finalizó el 29 de mayo de 2022. El campeón fue Spartak Moscú, que ganó su cuarto título de copa.

## Representación de clubes por categoría
- Liga Premier de Rusia (RPL): 16 clubes.
- Liga Nacional de Fútbol de Rusia (FNL): 18 clubes.
- Liga de Fútbol Profesional de Rusia (PFL): 62 clubes.
- Liga de Fútbol Amateur de Rusia (RAF): 3 clubes.
- Total - 99 clubes.
- Los participantes en las copas de Europa entraron a partir de los Octavos de final (el resto de equipos de la Liga Premier arrancaron el torneo desde la Fase de grupos). La Fase de grupos constó de 11 grupos de 3 equipos cada uno: uno de la Liga Premier, uno de la FNL y uno de la PFL).[1][2][3]

## Ronda preliminar

### Primera ronda
Zona Oeste-Centro
En esta etapa, los equipos de la PFL ingresaron al torneo, que se distribuyeron a lo largo del cuadro de la copa. El sorteo de la primera y segunda ronda preliminar (rondas 1/256 y 1/128) se llevó a cabo en la Casa del Fútbol el 8 de julio de 2021, determinó el equipo local en el cuadro del torneo previamente sorteado. Los partidos tuvieron lugar el 14 y 18 de julio de 2021.
| Equipo 1                     | Resultado      | Equipo 2                     |
| ---------------------------- | -------------- | ---------------------------- |
| Dinamo San Petersburgo       | 2–2 (11-10 p.) | FC Chitá                     |
| Core                         | 0–2            | Zvezda San Petersburgo       |
| Krasava                      | 3–0            | Metallurg Vidnoye            |
| Smolensk                     | 0–0 (3-2 p.)   | Luki-Energiya Velikiye Luki  |
| Sajalin Yuzhno-Sajalinsk     | 0–2            | Dinamo Vladivostok           |
| Kvant Obninsk                | 0–3            | Kairat Moscú                 |
| Znamya Truda Orekhovo-Zuyevo | 1–1 (3-4 p.)   | Peresvet Podolsk             |
| Znamya Noginsk               | 3–0            | Kolomna                      |
| Torpedo Vladimir             | 2–0            | FC Murom                     |
| Khimik Dzerzhinsk            | 0–0 (1-3 p.)   | Volna Nizhny Novgorod Oblast |

Zona Ural-Volga-Este
| Equipo 1          | Resultado    | Equipo 2        |
| ----------------- | ------------ | --------------- |
| Nosta Novotroitsk | 1–3          | Torpedo Miass   |
| Amkar Perm        | 2–2 (2-3 p.) | FC Tiumén       |
| Dinamo Barnaúl    | 1–1 (4-2 p.) | Novosibirsk     |
| FC Saransk        | 1–0          | Zenit Penza     |
| Lada Toliatti     | 0–4          | Spartak Tuymazy |

Zona Sur
| Equipo 1                    | Resultado    | Equipo 2            |
| --------------------------- | ------------ | ------------------- |
| Stavangrrosoyuz             | 2–4          | Dinamo de Stávropol |
| Biolog-Novokubansk Progress | 3–3 (4-3 p.) | FC Tuapse           |
| Spartak de Nalchik          | 3–2          | Dinamo Majachkalá   |
| Mashuk-KMV Piatigorsk       | 4–0          | Yessentuki          |
| Forte Taganrog              | 3–0          | Druzhba Maikop      |
| Avangard Kursk              | 6–0          | Salyut Belgorod     |

### Segunda ronda
Zona Oeste-Centro
| Equipo 1                         | Resultado    | Equipo 2               |
| -------------------------------- | ------------ | ---------------------- |
| FC Leningradets Leningrad Oblast | 4–0          | Dinamo San Petersburgo |
| Zvezda San Petersburgo           | 1–0          | FC Tver                |
| Strogino Moscú                   | 0–3          | Krasava                |
| Dinamo Bryansk                   | 1–1 (7-6 p.) | Smolensk               |
| Dinamo Vladivostok               | 2–1          | Chertanovo Moscú       |
| Kairat Moscú                     | 1–0          | FC Kaluga              |
| Peresvet Podolsk                 | 1–1 (4-3 p.) | Zvezda Ryazan          |
| Saturn Rámenskoye                | 0–2          | Znamya Noginsk         |
| Rodina Moscú                     | 2–3          | Torpedo Vladimir       |
| Volna Nizhny Novgorod Oblast     | 0–0 (5-4 p.) | Shinnik Yaroslavl      |

Zona Ural-Volga-Este
| Equipo 1        | Resultado    | Equipo 2              |
| --------------- | ------------ | --------------------- |
| Torpedo Miass   | 2–0          | Chelyabinsk           |
| FC Ilpar        | 0–3          | Zenit-Izhevsk Izhevsk |
| FC Tiumén       | 0–0 (5-4 p.) | Zvezda Perm           |
| Irtysh Omsk     | 1–2          | Dinamo Barnaúl        |
| Sokol Saratov   | 2–3          | FC Saransk            |
| Spartak Tuymazy | 1–1 (2-4 p.) | Volga Ulyanovsk       |

Zona Sur
| Equipo 1                  | Resultado    | Equipo 2                    |
| ------------------------- | ------------ | --------------------------- |
| Dinamo de Stávropol       | 1–0          | Kuban Holding               |
| Chernomorets Novorossiysk | 0–3          | Biolog-Novokubansk Progress |
| Legión-Dinamo Majachkalá  | 0–0 (4-2 p.) | Spartak de Nalchik          |
| Anzhí Majachkalá          | 0–0 (4-2 p.) | Mashuk-KMV Piatigorsk       |
| SKA Rostov del Don        | 0–0 (6-7 p.) | Forte Taganrog              |
| Chayka Peschanokopskoye   | 2–0          | Avangard Kursk              |

### Tercera ronda
Equipos de la Liga de Fútbol Profesional de Rusia (PFL).
Zona Oeste-Centro
| Equipo 1                     | Resultado | Equipo 2                         |
| ---------------------------- | --------- | -------------------------------- |
| Zvezda San Petersburgo       | 1–2       | FC Leningradets Leningrad Oblast |
| Krasava                      | 1–2       | Dinamo Bryansk                   |
| Dinamo Vladivostok           | 0–1       | Kairat Moscú                     |
| Peresvet Podolsk             | 0–2       | Znamya Noginsk                   |
| Volna Nizhny Novgorod Oblast | 0–2       | Torpedo Vladimir                 |

Zona Ural-Volga-Este
| Equipo 1              | Resultado    | Equipo 2      |
| --------------------- | ------------ | ------------- |
| Zenit-Izhevsk Izhevsk | 2–1          | Torpedo Miass |
| Dinamo Barnaúl        | 2–2 (4-2 p.) | FC Tiumén     |
| Volga Ulyanovsk       | 0–2          | FC Saransk    |

Zona Sur
| Equipo 1                 | Resultado    | Equipo 2                    |
| ------------------------ | ------------ | --------------------------- |
| Dinamo de Stávropol      | 3–1          | Biolog-Novokubansk Progress |
| Legión-Dinamo Majachkalá | 2–0          | Anzhí Majachkalá            |
| Forte Taganrog           | 1–1 (6-7 p.) | Chayka Peschanokopskoye     |

Equipos de la Liga Nacional de Fútbol de Rusia (FNL).
| Equipo 1                 | Resultado    | Equipo 2                |
| ------------------------ | ------------ | ----------------------- |
| KAMAZ Naberezhnye Chelny | 1–0          | Neftekhimik Nizhnekamsk |
| Veles Moscú              | 0–0 (9-8 p.) | Tom Tomsk               |
| Yenisey Krasnoyarsk      | 2–1          | Akron Tolyatti          |
| Volgar Astrakhan         | 1–1 (2-4 p.) | Kubán Krasnodar         |
| Fakel Voronezh           | 2–1          | FC Dolgoprudny          |
| Torpedo Moscú            | 0–0 (4-2 p.) | SKA-Jabarovsk           |
| Metallurg Lipetsk        | 1–0          | Tekstilshchik Ivanovo   |

## Fase de grupos
En esta fase entraron los 11 equipos de la Liga Premier que no participaron en las copas de Europa, a los que se unieron los 7 ganadores de la tercera ronda de la FNL, los 4 mejor clasificados en la temporada anterior de la FNL y los 11 ganadores de la tercera ronda de la PFL. Los 33 equipos participantes se dividieron en 11 grupos cada uno formado por un equipo de RPL, uno de FNL y uno de PFL. Los equipos se enfrentaron en partidos de ida, chocando así entre sí solo una vez. Los equipos ganadores en tiempo regular recibieron 3 puntos, por un empate en el tiempo reglamentario y una victoria en los penaltis 2 puntos, por un empate en el tiempo regular y una derrota en los penaltis 1 punto, por una derrota en el tiempo regular no se otorgaron puntos. El equipo primero clasificado de cada grupo se clasificó para las rondas eliminatorias. El calendario fue el siguiente:
- Jornada 1: 25-26 de agosto de 2021. Equipos de la PFL — Equipos de la FNL;
- Jornada 2: 22-23 de septiembre de 2021. Equipos de la PFL — Equipos de la RPL;
- Jornada 3: 27-28 de octubre de 2021. Equipos de la FNL — Equipos de la RPL.

### Grupo 1
| Pos. | Equipo              | Pts. | PJ | G | GP | PP | P | GF | GC | Dif. | Clasificación                 |
| ---- | ------------------- | ---- | -- | - | -- | -- | - | -- | -- | ---- | ----------------------------- |
| 1    | Kubán Krasnodar (Q) | 3    | 2  | 1 | 0  | 0  | 1 | 3  | 1  | +2   | Avanza a los octavos de final |
| 2    | Krasnodar           | 3    | 2  | 1 | 0  | 0  | 1 | 2  | 3  | −1   |                               |
| 3    | Leningradets        | 3    | 2  | 1 | 0  | 0  | 1 | 1  | 2  | −1   |                               |

 Fuente: RFU
Criterios de clasificación: 1) Puntos; 2) Ganados; 3) Gol diferencia; 4) Goles anotados; 5) Puntos partidos directos; 6) Puntos disciplinarios.
| Equipo 1        | Resultado | Equipo 2        |
| --------------- | --------- | --------------- |
| Leningradets    | 1–0       | Kubán Krasnodar |
| Leningradets    | 0–2       | Krasnodar       |
| Kubán Krasnodar | 3–0       | Krasnodar       |

### Grupo 2
| Pos. | Equipo                       | Pts. | PJ | G | GP | PP | P | GF | GC | Dif. | Clasificación                 |
| ---- | ---------------------------- | ---- | -- | - | -- | -- | - | -- | -- | ---- | ----------------------------- |
| 1    | KAMAZ Naberezhnye Chelny (Q) | 6    | 2  | 2 | 0  | 0  | 0 | 2  | 0  | +2   | Avanza a los octavos de final |
| 2    | Ural Ekaterimburgo           | 3    | 2  | 1 | 0  | 0  | 1 | 2  | 1  | +1   |                               |
| 3    | Torpedo Vladimir             | 0    | 2  | 0 | 0  | 0  | 2 | 0  | 3  | −3   |                               |

 Fuente: RFU
Criterios de clasificación: 1) Puntos; 2) Ganados; 3) Gol diferencia; 4) Goles anotados; 5) Puntos partidos directos; 6) Puntos disciplinarios.
| Equipo 1                 | Resultado | Equipo 2                 |
| ------------------------ | --------- | ------------------------ |
| Torpedo Vladimir         | 0–1       | KAMAZ Naberezhnye Chelny |
| Torpedo Vladimir         | 0–2       | Ural Ekaterimburgo       |
| KAMAZ Naberezhnye Chelny | 1–0       | Ural Ekaterimburgo       |

### Grupo 3
| Pos. | Equipo           | Pts. | PJ | G | GP | PP | P | GF | GC | Dif. | Clasificación                 |
| ---- | ---------------- | ---- | -- | - | -- | -- | - | -- | -- | ---- | ----------------------------- |
| 1    | Arsenal Tula (Q) | 5    | 2  | 1 | 1  | 0  | 0 | 7  | 2  | +5   | Avanza a los octavos de final |
| 2    | Veles Moscú      | 4    | 2  | 1 | 0  | 1  | 0 | 4  | 1  | +3   |                               |
| 3    | Dinamo Bryansk   | 0    | 2  | 0 | 0  | 0  | 2 | 1  | 9  | −8   |                               |

 Fuente: RFU
Criterios de clasificación: 1) Puntos; 2) Ganados; 3) Gol diferencia; 4) Goles anotados; 5) Puntos partidos directos; 6) Puntos disciplinarios.
| Equipo 1       | Resultado    | Equipo 2     |
| -------------- | ------------ | ------------ |
| Dinamo Bryansk | 0–3          | Veles Moscú  |
| Dinamo Bryansk | 1–6          | Arsenal Tula |
| Veles Moscú    | 1–1 (3–4 p.) | Arsenal Tula |

### Grupo 4
| Pos. | Equipo              | Pts. | PJ | G | GP | PP | P | GF | GC | Dif. | Clasificación                 |
| ---- | ------------------- | ---- | -- | - | -- | -- | - | -- | -- | ---- | ----------------------------- |
| 1    | Nizhni Nóvgorod (Q) | 6    | 2  | 2 | 0  | 0  | 0 | 2  | 0  | +2   | Avanza a los octavos de final |
| 2    | Fakel Voronezh      | 3    | 2  | 1 | 0  | 0  | 1 | 2  | 1  | +1   |                               |
| 3    | Dinamo Barnaúl      | 0    | 2  | 0 | 0  | 0  | 2 | 0  | 3  | −3   |                               |

 Fuente: RFU
Criterios de clasificación: 1) Puntos; 2) Ganados; 3) Gol diferencia; 4) Goles anotados; 5) Puntos partidos directos; 6) Puntos disciplinarios.
| Equipo 1       | Resultado | Equipo 2        |
| -------------- | --------- | --------------- |
| Dinamo Barnaúl | 0–2       | Fakel Voronezh  |
| Dinamo Barnaúl | 0–1       | Nizhni Nóvgorod |
| Fakel Voronezh | 0–1       | Nizhni Nóvgorod |

### Grupo 5
| Pos. | Equipo                      | Pts. | PJ | G | GP | PP | P | GF | GC | Dif. | Clasificación                 |
| ---- | --------------------------- | ---- | -- | - | -- | -- | - | -- | -- | ---- | ----------------------------- |
| 1    | Chayka Peschanokopskoye (Q) | 6    | 2  | 2 | 0  | 0  | 0 | 2  | 0  | +2   | Avanza a los octavos de final |
| 2    | Torpedo Moscú               | 3    | 2  | 1 | 0  | 0  | 1 | 2  | 1  | +1   |                               |
| 3    | Rostov                      | 0    | 2  | 0 | 0  | 0  | 2 | 0  | 3  | −3   |                               |

 Fuente: RFU
Criterios de clasificación: 1) Puntos; 2) Ganados; 3) Gol diferencia; 4) Goles anotados; 5) Puntos partidos directos; 6) Puntos disciplinarios.
| Equipo 1                | Resultado | Equipo 2      |
| ----------------------- | --------- | ------------- |
| Chayka Peschanokopskoye | 1–0       | Torpedo Moscú |
| Chayka Peschanokopskoye | 1–0       | Rostov        |
| Torpedo Moscú           | 2–0       | Rostov        |

### Grupo 6
| Pos. | Equipo                   | Pts. | PJ | G | GP | PP | P | GF | GC | Dif. | Clasificación                 |
| ---- | ------------------------ | ---- | -- | - | -- | -- | - | -- | -- | ---- | ----------------------------- |
| 1    | Alania Vladikavkaz (Q)   | 6    | 2  | 2 | 0  | 0  | 0 | 5  | 2  | +3   | Avanza a los octavos de final |
| 2    | Ufa                      | 2    | 2  | 0 | 1  | 0  | 1 | 1  | 3  | −2   |                               |
| 3    | Legión-Dinamo Majachkalá | 1    | 2  | 0 | 0  | 1  | 1 | 3  | 4  | −1   |                               |

 Fuente: RFU
Criterios de clasificación: 1) Puntos; 2) Ganados; 3) Gol diferencia; 4) Goles anotados; 5) Puntos partidos directos; 6) Puntos disciplinarios.
| Equipo 1                 | Resultado    | Equipo 2           |
| ------------------------ | ------------ | ------------------ |
| Legión-Dinamo Majachkalá | 2–3          | Alania Vladikavkaz |
| Legión-Dinamo Majachkalá | 1–1 (0–2 p.) | Ufa                |
| Alania Vladikavkaz       | 2–0          | Ufa                |

### Grupo 7
| Pos. | Equipo               | Pts. | PJ | G | GP | PP | P | GF | GC | Dif. | Clasificación                 |
| ---- | -------------------- | ---- | -- | - | -- | -- | - | -- | -- | ---- | ----------------------------- |
| 1    | Rotor Volgogrado (Q) | 5    | 2  | 1 | 1  | 0  | 0 | 4  | 1  | +3   | Avanza a los octavos de final |
| 2    | Ajmat Grozni         | 4    | 2  | 1 | 0  | 1  | 0 | 4  | 1  | +3   |                               |
| 3    | Kairat Moscú         | 0    | 2  | 0 | 0  | 0  | 2 | 0  | 6  | −6   |                               |

 Fuente: RFU
Criterios de clasificación: 1) Puntos; 2) Ganados; 3) Gol diferencia; 4) Goles anotados; 5) Puntos partidos directos; 6) Puntos disciplinarios.
| Equipo 1         | Resultado    | Equipo 2         |
| ---------------- | ------------ | ---------------- |
| Kairat Moscú     | 0–3          | Rotor Volgogrado |
| Kairat Moscú     | 0–3          | Ajmat Grozni     |
| Rotor Volgogrado | 1–1 (4–2 p.) | Ajmat Grozni     |

### Grupo 8
| Pos. | Equipo                   | Pts. | PJ | G | GP | PP | P | GF | GC | Dif. | Clasificación                 |
| ---- | ------------------------ | ---- | -- | - | -- | -- | - | -- | -- | ---- | ----------------------------- |
| 1    | Baltika Kaliningrado (Q) | 4    | 2  | 1 | 0  | 1  | 0 | 2  | 1  | +1   | Avanza a los octavos de final |
| 2    | Jimki                    | 3    | 2  | 0 | 1  | 1  | 0 | 1  | 1  | 0    |                               |
| 3    | Saransk                  | 2    | 2  | 0 | 1  | 0  | 1 | 2  | 3  | −1   |                               |

 Fuente: RFU
Criterios de clasificación: 1) Puntos; 2) Ganados; 3) Gol diferencia; 4) Goles anotados; 5) Puntos partidos directos; 6) Puntos disciplinarios.
| Equipo 1             | Resultado    | Equipo 2             |
| -------------------- | ------------ | -------------------- |
| Saransk              | 1–2          | Baltika Kaliningrado |
| Saransk              | 1–1 (7–6 p.) | Jimki                |
| Baltika Kaliningrado | 0–0 (4–5 p.) | Jimki                |

### Grupo 9
| Pos. | Equipo                  | Pts. | PJ | G | GP | PP | P | GF | GC | Dif. | Clasificación                 |
| ---- | ----------------------- | ---- | -- | - | -- | -- | - | -- | -- | ---- | ----------------------------- |
| 1    | Yenisey Krasnoyarsk (Q) | 6    | 2  | 2 | 0  | 0  | 0 | 5  | 0  | +5   | Avanza a los octavos de final |
| 2    | Krylia Sovetov Samara   | 3    | 2  | 1 | 0  | 0  | 1 | 10 | 1  | +9   |                               |
| 3    | Znamya Noginsk          | 0    | 2  | 0 | 0  | 0  | 2 | 0  | 14 | −14  |                               |

 Fuente: RFU
Criterios de clasificación: 1) Puntos; 2) Ganados; 3) Gol diferencia; 4) Goles anotados; 5) Puntos partidos directos; 6) Puntos disciplinarios.
| Equipo 1            | Resultado | Equipo 2              |
| ------------------- | --------- | --------------------- |
| Znamya Noginsk      | 0–4       | Yenisey Krasnoyarsk   |
| Znamya Noginsk      | 0–10      | Krylia Sovetov Samara |
| Yenisey Krasnoyarsk | 1–0       | Krylia Sovetov Samara |

### Grupo 10
| Pos. | Equipo                | Pts. | PJ | G | GP | PP | P | GF | GC | Dif. | Clasificación                 |
| ---- | --------------------- | ---- | -- | - | -- | -- | - | -- | -- | ---- | ----------------------------- |
| 1    | CSKA Moscú (Q)        | 6    | 2  | 2 | 0  | 0  | 0 | 6  | 0  | +6   | Avanza a los octavos de final |
| 2    | Metallurg Lipetsk     | 3    | 2  | 1 | 0  | 0  | 1 | 2  | 3  | −1   |                               |
| 3    | Zenit-Izhevsk Izhevsk | 0    | 2  | 0 | 0  | 0  | 2 | 1  | 6  | −5   |                               |

 Fuente: RFU
Criterios de clasificación: 1) Puntos; 2) Ganados; 3) Gol diferencia; 4) Goles anotados; 5) Puntos partidos directos; 6) Puntos disciplinarios.
| Equipo 1              | Resultado | Equipo 2          |
| --------------------- | --------- | ----------------- |
| Zenit-Izhevsk Izhevsk | 1–2       | Metallurg Lipetsk |
| Zenit-Izhevsk Izhevsk | 0–4       | CSKA Moscú        |
| Metallurg Lipetsk     | 0–2       | CSKA Moscú        |

### Grupo 11
| Pos. | Equipo              | Pts. | PJ | G | GP | PP | P | GF | GC | Dif. | Clasificación                 |
| ---- | ------------------- | ---- | -- | - | -- | -- | - | -- | -- | ---- | ----------------------------- |
| 1    | Dinamo Moscú (Q)    | 6    | 2  | 2 | 0  | 0  | 0 | 9  | 0  | +9   | Avanza a los octavos de final |
| 2    | Oremburgo           | 3    | 2  | 1 | 0  | 0  | 1 | 3  | 4  | −1   |                               |
| 3    | Dinamo de Stávropol | 0    | 2  | 0 | 0  | 0  | 2 | 1  | 9  | −8   |                               |

 Fuente: RFU
Criterios de clasificación: 1) Puntos; 2) Ganados; 3) Gol diferencia; 4) Goles anotados; 5) Puntos partidos directos; 6) Puntos disciplinarios.
| Equipo 1            | Resultado | Equipo 2     |
| ------------------- | --------- | ------------ |
| Dinamo de Stávropol | 1–3       | Oremburgo    |
| Dinamo de Stávropol | 0–6       | Dinamo Moscú |
| Oremburgo           | 0–3       | Dinamo Moscú |

## Fase final

### Octavos de final
En esta etapa, cinco equipos de RPL que comenzaron en competiciones europeas ingresaron al torneo. Ellos fueron locales en sus respectivas llaves. Las parejas restantes de equipos fueron determinadas por los resultados del sorteo.
| Equipo 1              | Resultado | Equipo 2                 |
| --------------------- | --------- | ------------------------ |
| Zenit San Petersburgo | 6–0       | KAMAZ Naberezhnye Chelny |
| Spartak Moscú         | 6–1       | Kubán Krasnodar          |
| Lokomotiv Moscú       | 0–4       | Yenisey Krasnoyarsk      |
| Rubin Kazán           | 2–1       | Rotor Volgogrado         |
| Sochi                 | 1–2       | CSKA Moscú               |
| Dinamo Moscú          | 3–0       | Nizhni Nóvgorod          |
| Baltika Kaliningrado  | 3–0       | Chayka Peschanokopskoye  |
| Alania Vladikavkaz    | 1–0       | Arsenal Tula             |

### Cuartos de final
El sorteo se realizó el 4 de marzo de 2022 a las 16:00 (UTC+3). Los partidos tuvieron lugar el 19 y 20 de abril de 2022.
| Equipo 1             | Resultado    | Equipo 2              |
| -------------------- | ------------ | --------------------- |
| Alania Vladikavkaz   | 2–2 (6–5 p.) | Zenit San Petersburgo |
| CSKA Moscú           | 0–1          | Spartak Moscú         |
| Yenisey Krasnoyarsk  | 3–1          | Rubin Kazán           |
| Baltika Kaliningrado | 1–1 (4–5 p.) | Dinamo Moscú          |

### Semifinales
El sorteo se realizó el 21 de abril de 2022 a las 20:55 (UTC+3). Los partidos tuvieron lugar el 10 y 11 de mayo de 2022.
| Equipo 1      | Resultado | Equipo 2            |
| ------------- | --------- | ------------------- |
| Dinamo Moscú  | 3–0       | Alania Vladikavkaz  |
| Spartak Moscú | 3–0       | Yenisey Krasnoyarsk |

### Final
| 29 de mayo de 2022 | Spartak Moscú              | 2 – 1   | Dinamo Moscú  | Estadio Olímpico Luzhnikí, Moscú                            |                                                             |
| 17:00 MSK (UTC+3)  | - Sobolev 10' - Promes 72' | Reporte | Zakharyan 55' | Asistencia: 69 306 espectadores Árbitro(s): Kirill Levnikov | Asistencia: 69 306 espectadores Árbitro(s): Kirill Levnikov |

|                                  |
| Bandera de Moscú                 |
| Campeón Spartak Moscú 4.º título |